# Nederlandse kampioenschappen schaatsen afstanden 2022 - 3000 meter vrouwen
De 3000 meter vrouwen op de Nederlandse kampioenschappen schaatsen afstanden 2022 werd gereden op zaterdag 30 oktober in ijsstadion Thialf te Heerenveen. Er namen twintig schaatssters deel.
Irene Schouten was titelverdedigster na haar zege tijdens de NK afstanden 2021. Ze prolongeerde haar titel met een nieuw baanrecord dat tevens de op dat moment zevende snelste tijd ooit gereden en een officieus wereldrecord op laaglandbanen was.

## Statistieken

### Uitslag
| #      | Schaatsster         | Tijd    |       |
| ------ | ------------------- | ------- | ----- |
| Goud   | Irene Schouten      | 3.54,59 | PR BR |
| Zilver | Antoinette de Jong  | 4.00,83 |       |
| Brons  | Carlijn Achtereekte | 4.02,16 |       |
| 4      | Joy Beune           | 4.02,71 |       |
| 5      | Ireen Wüst          | 4.03,01 |       |
| 6      | Melissa Wijfje      | 4.03,57 |       |
| 7      | Merel Conijn        | 4.04,05 | PR    |
| 8      | Reina Anema         | 4.04,45 |       |
| 9      | Sanne in 't Hof     | 4.05,04 | PR    |
| 10     | Evelien Vijn        | 4.05,68 | PR    |
| 11     | Robin Groot         | 4.05,93 | PR    |
| 12     | Esmee Visser        | 4.07,46 |       |
| 13     | Esther Kiel         | 4.10,55 |       |
| 14     | Jade Groenewoud     | 4.12,01 | PR    |
| 15     | Aveline Hijlkema    | 4.12,58 |       |
| 16     | Leonie Bats         | 4.13,21 | PR    |
| 17     | Kim Talsma          | 4.13,49 | PR    |
| 18     | Sterre Jonkers      | 4.13,94 |       |
| 19     | Eline Jansen        | 4.15,81 | PR    |
| 20     | Sophie Kraaijeveld  | 4.18,27 | PR    |

Uitslag